# ویلی فرنی
ویلی فرنی (انگلیسی: Willie Fernie; ۲۲ نوامبر ۱۹۲۸ – ۱ ژوئیهٔ ۲۰۱۱) بازیکن و مربی فوتبال اهل اسکاتلند بود.
از باشگاه‌هایی که در آن بازی کرده‌است می‌توان به باشگاه فوتبال پاتریک تیسل، باشگاه فوتبال میدلزبرو، باشگاه فوتبال سلتیک، باشگاه فوتبال سنت میرن، و باشگاه فوتبال الوآ اتلتیک اشاره کرد.
وی همچنین در تیم‌های ملی فوتبال اسکاتلند و اسکاتلند ب بازی کرده‌است.